# Prasiola
Prasiola ist eine Grünalgen-Gattung aus der Klasse der Trebouxiophyceae.

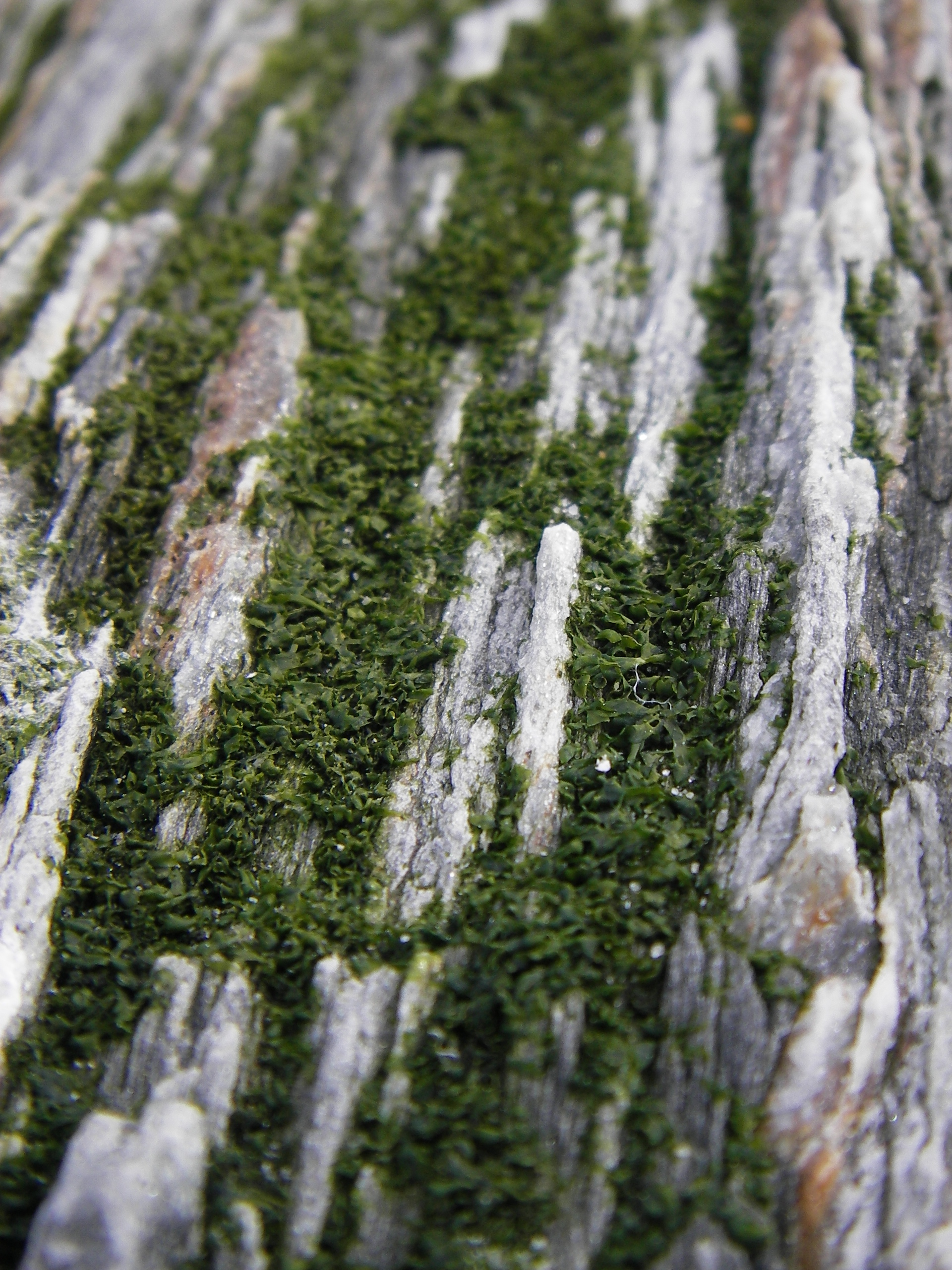
Prasiola stipitata

## Beschreibung
Prasiola-Pflanzen bestehen aus kleinen einschichtigen Blättchen, die mit einem kurzen Stiel am Substrat anhaften. Manche Arten, z. B. Prasiola crispa, wachsen gelegentlich auch als einfache unverzweigte Fäden, die aus einer Reihe zylindrischer Zellen bestehen. Jede Zelle enthält einen einzelnen, sternförmigen Chloroplasten mit einem zentralen Pyrenoiden.

## Vermehrung
Die ungeschlechtliche Vermehrung erfolgt normalerweise durch unbegeißelte Sporen, gelegentlich auch durch Fragmentation oder vegetative Zellen.
Die geschlechtliche Fortpflanzung ist oogam.

## Verbreitung
Die Gattung ist weltweit verbreitet und kommt in temperierten bis polaren Regionen auf beiden Erdhalbkugeln vor. Prasiola-Arten leben in feuchten terrestrischen Habitaten, in der Spritzwasserzone von Meeresküsten oder entlang Flüssen. Sie bevorzugen Standorte mit hohem Nährstoffeintrag, wie z. B. Rastplätze von Möwen oder die Nähe von Pinguin-Nestern auf subantarktischen Inseln.

## Symbiose mit Pilzen
Einzelne Prasiola-Arten treten auch als Algenpartner in Flechtensymbiosen auf, in denen allerdings die Alge der formgebende Partner ist und die Pilzhyphen zwischen den Algenzellen wachsen. Ein Beispiel ist die polare Flechte Mastodia tessellata, die aus einer Symbiose zwischen Prasiola borealis und einem Schlauchpilz aus der Familie Verrucariaceae bestehen kann.

## Arten (Auswahl)
- Prasiola anziana Rabenhorst
- Prasiola borealis M.Reed
- Prasiola calophylla (Carmichael ex Greville) Kützing
- Prasiola crispa (Lightfoot) Kützing
- Prasiola cristata (J.D.Hooker & Harvey) J.Agardh
- Prasiola delicata Setchell & N.L.Gardner
- Prasiola delicatula V.J.Chapman
- Prasiola elongata H.J.Hu
- Prasiola fluviatilis (Sommerfelt) Areschoug ex Lagerstedt
- Prasiola formosana Okada
- Prasiola furfuracea (Mertens ex Hornemann) Trevisan
- Prasiola glacialis M.B.J.Moniz, Rindi, Novis, Broady & Guiry
- Prasiola hubeica Bie Lie-Jiu
- Prasiola japonica R.Yatabe
- Prasiola linearis C.-C.Jao
- Prasiola mauritania Boergesen
- Prasiola meridionalis Setchell & N.L.Gardner
- Prasiola mexicana J.Agardh
- Prasiola minuta Dickie
- Prasiola novaezelandiae Heesch & W.A.Nelson
- Prasiola sinica C.-C.Jao
- Prasiola skottsbergii Hylmö
- Prasiola stipitata Suhr ex Jessen
- Prasiola tibetica C.-C.Jao
- Prasiola velutina (Lyngbye) Trevisan
- Prasiola volcanica R.Luan & L.Ding